# Gålakobbarna
Gålakobbarna är klippor i Finland.   De ligger i kommunen Pargas i landskapet Egentliga Finland, i den sydvästra delen av landet, 190 km väster om huvudstaden Helsingfors.
Terrängen runt Gålakobbarna är mycket platt. Havet är nära Gålakobbarna åt sydväst.  Närmaste större samhälle är Korpo, 8,3 km nordost om Gålakobbarna. 